# Kip Brennan
Pour les articles homonymes, voir Brennan.
Kip Brennan (né le 27 août 1980 à Kingston, dans la province de l'Ontario au Canada) est un joueur professionnel de hockey sur glace évoluant à la position d'ailier gauche.

## Carrière
Réclamé en quatrième ronde lors du repêchage de 1998 de la Ligue nationale de hockey par les Kings de Los Angeles alors qu'il évolue dans la Ligue de hockey de l'Ontario pour les Wolves de Sudbury.
Après cinq saisons passées au niveau junior où il amasse 826 minutes de punition en seulement 210 rencontres, il devient joueur professionnel en 2001 en rejoignant le club affilié aux Kings dans la Ligue américaine de hockey, les Lock Monsters de Lowell. Il suit l'équipe la saison suivante lorsque celle-ci est transférée pour devenir les Monarchs de Manchester.
Il se démarque dès la saison 2001-2002 pour les Kings alors qu'il fait ses premiers pas dans la grande ligue, accumulant 22 minutes de punitions en quatre rencontres. Partageant les saisons suivantes entre les Kings et leur filiale de Manchester le solide ailier se voit être échangé à la date limite des transactions en 2004 aux Thrashers d'Atlanta en retour de l'attaquant Jeff Cowan.
Échangé à nouveau en août 2005, cette fois aux Mighty Ducks d'Anaheim, Brennan poursuit dans la ligue américaine pour pas moins de quatre équipes en l'espace de deux saisons avant de revenir à la LNH en 2007-2008 s'alignant avec les Islanders de New York.
Après un court passage avec le HIFK de la SM-Liiga en Finlande lors de la saison 2008-2009, il retourne en Amérique, acceptant un contrat d'une saison avec les Bears de Hershey de la LAH. Puis, à l'été 2009, il s'engage pour une autre saison, cette fois avec le club affilié aux Oilers d'Edmonton, les Falcons de Springfield.

## Statistiques
| Saison     | Équipe                          | Ligue      |    | Saison régulière | Saison régulière | Saison régulière | Saison régulière | Saison régulière |   | Séries éliminatoires | Séries éliminatoires | Séries éliminatoires | Séries éliminatoires | Séries éliminatoires |
| Saison     | Équipe                          | Ligue      | PJ | B                | A                | Pts              | Pun              | PJ               | B | A                    | Pts                  | Pun                  |                      |                      |
| 1996-1997  | Spitfires de Windsor            | LHO        | 42 | 0                | 10               | 10               | 156              | 5                | 0 | 1                    | 1                    | 16                   |                      |                      |
| 1997-1998  | Spitfires de Windsor            | LHO        | 24 | 0                | 7                | 7                | 103              |                  |   |                      |                      |                      |                      |                      |
| 1997-1998  | Wolves de Sudbury               | LHO        | 24 | 0                | 3                | 3                | 85               |                  |   |                      |                      |                      |                      |                      |
| 1998-1999  | Wolves de Sudbury               | LHO        | 38 | 9                | 12               | 21               | 160              |                  |   |                      |                      |                      |                      |                      |
| 1999-2000  | Wolves de Sudbury               | LHO        | 55 | 16               | 16               | 32               | 228              | 12               | 3 | 3                    | 6                    | 67                   |                      |                      |
| 2000-2001  | Wolves de Sudbury               | LHO        | 27 | 7                | 14               | 21               | 94               | 12               | 5 | 6                    | 11                   | 92                   |                      |                      |
| 2000-2001  | Lock Monsters de Lowell         | LAH        | 23 | 2                | 3                | 5                | 117              |                  |   |                      |                      |                      |                      |                      |
| 2001-2002  | Monarchs de Manchester          | LAH        | 44 | 4                | 1                | 5                | 269              | 4                | 0 | 1                    | 1                    | 26                   |                      |                      |
| 2001-2002  | Kings de Los Angeles            | LNH        | 4  | 0                | 0                | 0                | 22               |                  |   |                      |                      |                      |                      |                      |
| 2002-2003  | Monarchs de Manchester          | LAH        | 35 | 3                | 2                | 5                | 195              | 3                | 0 | 0                    | 0                    | 0                    |                      |                      |
| 2002-2003  | Kings de Los Angeles            | LNH        | 19 | 0                | 0                | 0                | 57               |                  |   |                      |                      |                      |                      |                      |
| 2003-2004  | Monarchs de Manchester          | LAH        | 2  | 0                | 0                | 0                | 6                |                  |   |                      |                      |                      |                      |                      |
| 2003-2004  | Kings de Los Angeles            | LNH        | 18 | 1                | 0                | 1                | 79               |                  |   |                      |                      |                      |                      |                      |
| 2003-2004  | Thrashers d'Atlanta             | LNH        | 5  | 0                | 0                | 0                | 17               |                  |   |                      |                      |                      |                      |                      |
| 2004-2005  | Wolves de Chicago               | LAH        | 48 | 7                | 6                | 13               | 267              | 18               | 1 | 1                    | 2                    | 105                  |                      |                      |
| 2005-2006  | Mighty Ducks d'Anaheim          | LNH        | 12 | 0                | 1                | 1                | 35               |                  |   |                      |                      |                      |                      |                      |
| 2005-2006  | Pirates de Portland             | LAH        | 9  | 2                | 1                | 3                | 22               |                  |   |                      |                      |                      |                      |                      |
| 2006-2007  | Ice Dogs de Long Beach          | ECHL       | 11 | 2                | 3                | 5                | 74               |                  |   |                      |                      |                      |                      |                      |
| 2006-2007  | Marlies de Toronto              | LAH        | 1  | 0                | 0                | 0                | 6                |                  |   |                      |                      |                      |                      |                      |
| 2006-2007  | Bears de Hershey                | LAH        | 26 | 4                | 2                | 6                | 67               | 6                | 0 | 1                    | 1                    | 4                    |                      |                      |
| 2007-2008  | Sound Tigers de Bridgeport      | LAH        | 49 | 2                | 1                | 3                | 247              |                  |   |                      |                      |                      |                      |                      |
| 2007-2008  | Islanders de New York           | LNH        | 3  | 0                | 0                | 0                | 12               |                  |   |                      |                      |                      |                      |                      |
| 2008-2009  | HIFK                            | SM-Liiga   | 22 | 0                | 3                | 3                | 118              |                  |   |                      |                      |                      |                      |                      |
| 2008-2009  | Bears de Hershey                | LAH        | 22 | 1                | 3                | 4                | 88               | 1                | 0 | 0                    | 0                    | 4                    |                      |                      |
| 2008-2009  | Stingrays de la Caroline du Sud | ECHL       | 3  | 0                | 0                | 0                | 16               |                  |   |                      |                      |                      |                      |                      |
| 2009-2010  | Falcons de Springfield          | LAH        | 53 | 0                | 3                | 3                | 263              | -                | - | -                    | -                    | -                    |                      |                      |
| 2010-2011  | Americans d'Allen               | LCH        | 31 | 8                | 13               | 21               | 146              | 13               | 0 | 3                    | 3                    | 52                   |                      |                      |
| 2010-2011  | Wolves de Chicago               | LAH        | 12 | 1                | 0                | 1                | 40               | -                | - | -                    | -                    | -                    |                      |                      |
| 2011-2012  | Vitiaz Tchekhov                 | KHL        | 14 | 1                | 0                | 1                | 240              | -                | - | -                    | -                    | -                    |                      |                      |
| 2012-2013  | Americans d'Allen               | LCH        | 30 | 4                | 2                | 6                | 114              | -                | - | -                    | -                    | -                    |                      |                      |
| 2012-2013  | Sundogs de l'Arizona            | LCH        | 15 | 2                | 0                | 2                | 40               | 4                | 0 | 1                    | 1                    | 5                    |                      |                      |
| 2013-2014  | Saryarka Karaganda              | VHL        | 10 | 0                | 2                | 2                | 35               | 7                | 0 | 0                    | 0                    | 29                   |                      |                      |
| Totaux LNH | Totaux LNH                      | Totaux LNH | 61 | 1                | 1                | 2                | 222              | -                | - | -                    | -                    | -                    |                      |                      |

## Transactions en carrière
- 16 décembre 1997 : échangé par les Spitfires de Windsor avec Glenn Crawford aux Wolves de Sudbury en retour de Stephen Valiquette et de Paul Mara.
- 1998 : repêché par les Kings de Los Angeles (4e choix de l'équipe, 103e au total).
- 9 mars 2004 : échangé par les Kings aux Thrashers d'Atlanta en retour de Jeff Cowan.
- 27 septembre 2004 : signe à titre d'agent libre avec les Wolves de Chicago de la Ligue américaine de hockey.
- 23 août 2005 : échangé par les Thrashers aux Mighty Ducks d'Anaheim en retour de Mark Popovic.
- 3 juillet 2007 : signe à titre d'agent libre avec les Islanders de New York.
- 16 décembre 2008 : signe à titre d'agent libre avec les Bears de Hershey de la LAH.
- été 2009 : signe à titre d'agent libre avec les Falcons de Springfield de la LAH.
- 15 août 2011 : signe à titre d'agent libre avec le Vitiaz Tchekhov de la KHL.
- 31 août 2012 : signe à titre d'agent libre avec les Americans d'Allen de la LCH.
- 2 février 2013 : échangé par les Americans aux Sundogs de l'Arizona en retour de compensations future.